# 会津世直し一揆
会津世直し一揆（あいづよなおしいっき）は、明治元年10月3日（1868年11月16日）から同年12月1日（1869年1月13日）に旧会津藩領内で発生した世直し一揆。ヤーヤー一揆（やあやあいっき）とも。会津藩が降伏したことで起こった、溜まっていた会津藩への不満から起きた農民の反乱。明治政府は積極的に鎮圧せず、会津藩の元役人に交渉させて一揆勢は要望をいくつか実現させた。

## 概要
会津戦争によって会津若松城周辺や主要街道沿線などでは、新政府軍と会津藩兵との戦いによって数多くの犠牲者が出て、以後会津地方の旧武士階級の人々は薩長土肥に対して恨みを抱いたという話はよく知られている。だが農民、特に戦場にならなかった地域の人々にとっては、かねてからの重税や物産の専売制度による搾取に加え、藩主松平容保が京都守護職として上洛して以来、その経費を賄うために行われてきた増税に対する不満に一気に火をつけることになり、薩長土肥を恨むどころか新政府軍を「官軍様」と呼び歓迎、協力する者が大勢いたという。9月22日（1868年11月6日）、会津藩が明治政府に降伏すると、たちまち藩政崩壊による権力の空白状態に乗じた民衆蜂起が勃発した。
会津藩降伏後、明治政府は民政局を設置して暫定的に行政を行わせ、村々の支配は従来の村役人に当面任せることとした。だが、これまで会津藩当局の支配の末端を担った郷頭・肝煎ら村役人（彼らは地主として小作料を徴収し、また債務により農民を従属的地位に追いやる者も多かった）を排斥するように求める農民たちの動きが領内各地で高まり、会津藩降伏のわずか10日後の10月3日に会津若松から遠い大沼郡でまず一揆が勃発し、以後、領内各地に波及していった。
彼らは、村役人を村人による入札（選挙）によって選出すること、検地帳・年貢帳・分限帳の破棄（藩による土地支配の否定）・専売制の廃止及び戦乱を理由とした当面の年貢免除（生活再建策）、質物帳の破棄（返済不能になっていた負債の破棄）と小作料の廃止（地主による土地支配の否定）、労働力の徴発の廃止などを要求して各地の村役人や豪商の屋敷や家財道具を打ちこわし、帳簿類を焼き捨てた。15日には北会津郡と河沼郡、16日には耶麻郡、28日には南会津郡で一揆が発生、以後まる2ヶ月間にわたって各地で打ちこわしが続いた。
新政府軍は積極的に一揆の鎮圧に乗り出すことはなく、一揆の掲げる要求については、一揆勢力と村役人たちとの直接交渉に任せる方針を採った。結果として、一揆に参加した農民たちの要求は多くが実現することになった。ただし、民政局は一揆により弱体化した旧村役人層を民衆支配に利用する方針をその後も変えなかったので、一揆勢力が農村を完全に支配下に置くにはいたらなかった。

## 武士と農民
折りしも軍医として新政府軍と行動をともにし、かつイギリス公使ハリー・パークスの調査員でもあったイギリス人医師ウィリアム・ウィリスが一揆に遭遇しており、一揆による打ちこわしこそ徹底的であったが、統制は取れており、過失によって死者が出ることもあったが例外に属することであると伝えている。
また、19日には旧藩主松平容保・喜徳父子が江戸に護送されることになったが、領民は戦争を引き起こしながら降伏後、切腹もせずに生き延びた父子に対する尊敬の念を失い、あらゆる方面で冷たい無関心（cold indifference）が示されたこと、武士は容保に同情したが、農民は護送される藩主父子に背を向けて、野良仕事を続けていたことを記している。
彼は、たとえ容保やその家臣が恩赦を受けても、支配者として会津に戻ることは不可能であろう、とその手記をしめくくっている。
上述のような歴史的経緯から、猪苗代には松平氏に対する非武士の者からの敬慕の念が薄かった。農民たちは会津藩の支配を批判して小作料の廃止、重い年貢の免除、役人を農民で決める制度などを訴え、会津藩の役人や豪商の家を打ちこわした。
会津や東北地方において、庶民レベルにまで新政府に対する怨恨の感情が普及するのは、その後近代日本が国民国家的発想から東北地方に住む人々を総体として差別するようになり、さらに松方デフレ、野蒜築港などで経済政策に失敗してからのことである。